# Forstamtsgebäude Heimerdingen
Das ehemalige Forstamtsgebäude in Heimerdingen, einem Ortsteil der Stadt Ditzingen, ist ein Kulturdenkmal nach § 2 DSchG BW.

## Geschichte
Das zweigeschossige Wohn- und Verwaltungsgebäude in der Gutenbergstraße 4 wurde 1928 nach Plänen des Architekten Winner errichtet und wird der „Stuttgarter Schule“ zugerechnet. Ursprünglich war das Obergeschoss die Wohnung der Försterfamilie und ihrer Hausangestellten. Im Erdgeschoss befanden sich die Büroräume.
Bis zur Verlegung des Forstamts nach Vaihingen an der Enz 1994 diente das Haus als Dienstgebäude der lokalen Forstverwaltung. Anschließend wurde es zu einem Forsttechnischen Stützpunkt umgebaut und für Schulungen und als Werkstattgebäude genutzt. Mit der Umwandlung des Staatswaldes des Landes Baden-Württemberg in einen Eigenbetrieb zum 1. Januar 2020 wurde das Stützpunktwesen eingestellt.
Ende 2021 wurde das Forsthaus in Privateigentum veräußert und wird seitdem aufwendig renoviert und restauriert.